# Saperda kojimai
Saperda kojimai är en skalbaggsart som beskrevs av Makihara och Nakamura 1985. Saperda kojimai ingår i släktet Saperda och familjen långhorningar.
Artens utbredningsområde är Taiwan. Inga underarter finns listade i Catalogue of Life.